# Michael Penn
Michael Daniel Penn (Nova Iorque, 1 de Agosto de 1958) é um cantor e compositor norte-americano, conhecido pelo single "No Myth", de 1989, top 20 nos Estados Unidos e bem-sucedido em vários outros países.

## Vida
É filho do ator e diretor Leo Penn e da atriz Eileen Ryan e irmão dos atores Chris Penn e Sean Penn. Desde dezembro de 1997, é casado com a cantora e compositora Aimee Mann, com quem já fez parceria musical.